# Ист-Батон-Руж
Ист-Ба́тон-Руж (англ. East Baton Rouge Parish, фр. Paroisse de Baton Rouge Est) — приход штата Луизиана, США. Официально образован в 1812 году. По состоянию на 2015 год, численность населения составляла 446 753 человека.

## География
По данным Бюро переписи США, общая площадь прихода равняется 1 217,301 км2, из которых 1 178,451 км2 — суша, и 38,850 км2, или 3,200 %, — это водоёмы.
Согласно проведённой в 2020 году переписи населения США крупнейшие города прихода: Батон-Руж (220 236), Сент-Джордж (86 316), Сентрал (29 565), Закари (14 960) и Бейкер (12 455).

## Население
По данным переписи населения 2010 года на территории прихода проживает более 440 тыс. жителей в составе 156 365 домашних хозяйств и 102 575 семей. Плотность населения составляет 350,00 человек на км2. На территории прихода насчитывается 169 073 жилых строения, при плотности застройки около 143,00-х строений на км2. Расовый состав населения: белые — 49,50 %, афроамериканцы — 45,90 %, коренные американцы (индейцы) — 0,30 %, азиаты — 3,00 %, гавайцы — 0,12 %, представители других рас — 1,02 %, представители двух или более рас — 1,20 %. Испаноязычные составляли 3,80 % населения независимо от расы.
В составе 32,80 % из общего числа домашних хозяйств проживают дети в возрасте до 18 лет, 44,70 % домашних хозяйств представляют собой супружеские пары, проживающие вместе, 16,80 % домашних хозяйств представляют собой одиноких женщин без супруга, 34,40 % домашних хозяйств не имеют отношения к семьям, 26,90 % домашних хозяйств состоят из одного человека, 7,20 % домашних хозяйств состоят из престарелых (65 лет и старше), проживающих в одиночестве. Средний размер домашнего хозяйства составляет 2,55 человека, и средний размер семьи 3,14 человека.
Возрастной состав прихода: 26,20 % моложе 18 лет, 14,40 % от 18 до 24, 28,70 % от 25 до 44, 20,80 % от 45 до 64 и 20,80 % от 65 и старше. Средний возраст жителя прихода 32 лет. На каждые 100 женщин приходится 91,90 мужчин. На каждые 100 женщин старше 18 лет приходится 87,50 мужчин.
Средний доход на домохозяйство прихода составлял 37 224 USD, на семью — 47 480 USD. Среднестатистический заработок мужчины был 38 334 USD против 25 073 USD для женщины. Доход на душу населения составлял 19 790 USD. Около 13,20 % семей и 17,90 % общего населения находились ниже черты бедности, в том числе — 22,70 % молодежи (тех, кому ещё не исполнилось 18 лет) и 11,50 % тех, кому было уже больше 65 лет.